# Willem Pée
Willem Pée (Brugge, 9 april 1903 – Rosières, 20 mei 1986) was een Vlaamse taalkundige. Hij was actief op het gebied van de Nederlandse taalkunde en dialectologie.

## Biografie
De vader van Willem Pée, Julius Pée, was publicist, filoloog, journalist en leraar. Zijn moeder was afkomstig uit Luik in Wallonië. Willem Pée ging naar de humaniora op het atheneum in Brugge, waar zijn vader een tijd les gaf. Daarna volgde hij Germaanse filologie aan de Rijksuniversiteit Gent, waar hij les kreeg van onder meer Jozef Vercoullie en Edgard Blancquaert. Hij studeerde af in 1927.
Na zijn studies werkte hij een tijdje als germanist in Antwerpen bij de firma Gevaert. Aan het atheneum van Gent ging hij les geven. In 1931 werd hij in Gent bij prof. Edgard Blancquaert assistent in het Laboratorium voor Experimentele Fonetiek en in het Seminarie voor Dialectologie. In Berlijn verbleef hij een tijdje aan het Kaiser Wilhelm-Institut, afdeling fonetiek.
Naast deze specialisatie in de fonetiek ontwikkelde Pée ook een belangstelling in dialectgeografie. Zo had hij al voor zijn doctoraalproefschrift "Dialectgeographie der Nederlandsche diminutiva", dat hij in 1927 verdedigde, het materiaal via mondelinge enquêtes verzameld, waardoor hij ook in Frans-Vlaanderen heel wat mensen leerde kennen. Die mensen werden een bron voor zijn "Dialect-Atlas van West-Vlaanderen en Fransch-Vlaanderen", die hij in zou 1946 uitbrengen in de Reeks Nederlandse Dialectatlassen onder leiding van prof. Blancquaert. Pée zou later nog in deze reeks publiceren, de leiding over de reeks delen met Blancquaert en na diens dood verder zetten.
In 1939 gaf hij Nederlandse taalkunde aan de Universiteit van Luik. In 1939 werd hij algemeen secretaris van de Koninklijke Commissie voor Toponymie en Dialectologie, wat hij tot 1953 zou blijven. In 1950 ondernam hij met prof. W. Gs. Hellinga een studiereis op verzoek van de Stichting voor de Culturele Samenwerking tussen Nederland, Indonesië, Suriname en de Nederlandse Antillen, wat zijn interesse in taalminderheden vergrootte.
In 1957 werd Pée in Gent opvolger van prof. Blancquaert in de Nederlandse taalkunde. Hij bleef in Gent doceren tot zijn emeritaat in 1971. In Gent was er al een traditie van dialectonderzoek en richtte hij er de aandacht op het Frans-Vlaams en de taalgrensverschuivingen in Frans-Vlaanderen. In 1972 verwierf hij bij het Belgische Nationaal Fonds voor Wetenschappelijk Onderzoek een krediet om een wetenschappelijk woordenboek van de Vlaamse dialecten op het getouw te zetten. Hij was ook redactiesecretaris van het tijdschrift Taal en Tongval tot 1975.
Daarnaast was hij ook actief in diverse officiële spellingcommissies, in commissies voor het opstellen van de Nederlandse versie van de Belgische Grondwet en was hij lang voorzitter van de Vereniging voor Beschaafde Omgangstaal. Op literair gebied hielp hij onder meer mee aan het "Verzameld Werk" van Herman Teirlinck.